# Cabeluda
Cabeluda ou cabeludinha (Eugenia tomentosa) é uma planta da família Myrtaceae.
Ela é uma árvore de pequeno porte nativa do Brasil, sua copa é alongada e irregular, bem como o tronco, quase sempre tortuoso, o tamanho da árvore varia entre cerca de 4 a 10 metros de altura e 30 a 45 centímetros de diâmetro. Por baixo da casca tem uma superfície marrom-avermelhada semelhante a de uma goiabeira.
A cabeludinha prefere climas quentes e úmidos, florescendo principalmente no outono e inverno. Essa espécie é característica da Mata atlântica e da mata semidecídua de altitude.
Os frutos da cabeludinha são conhecidos por seus pelos brancos que cobrem diversas partes da planta (daí o nome "cabeludinha"). A polpa é rica em vitamina C e tem a casca amarela quando madura.
Cada fruto geralmente contém uma ou duas sementes, diversas aves apreciam a fruta e ajudam na sua dispersão. No entanto, a taxa de germinação dessa espécie é considerada baixa.